# Grant Gee
Grant Gee (* 1964) je britský režisér. Narodil se v Plymouthu a studoval geografii na St Catherine's College v Oxfordu. V roce 1998 natočil dokumentární film Meeting People Is Easy pojednávající o rockové skupině Radiohead. V roce 2003 natočil krátký dokumentární film JC-03, který zachycoval velšského hudebníka Johna Calea při práci ve studiu. Roku 2007 pak natočil film Joy Division o stejnojmenné rockové skupině. Je rovněž režisérem řady hudebních videoklipů (Gavin Bryars, Coldplay, Nick Cave and the Bad Seeds a další).